# Marc Márquez

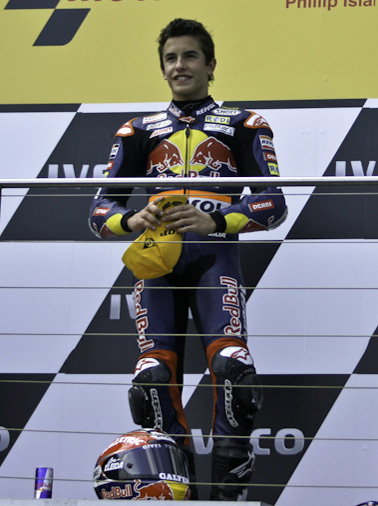
Marc Márquez 2010 nach seinem Sieg in Australien

Marc Márquez Alentà (* 17. Februar 1993 in Cervera) ist ein spanischer Motorradrennfahrer und achtmaliger Weltmeister der FIM-Motorrad-Straßenweltmeisterschaft.
Insgesamt errang Márquez bislang 97 Grand-Prix-Siege sowie 101 Pole-Positions und zählt damit zu den erfolgreichsten Rennfahrern in der Geschichte der Motorrad-WM. Er ist zusammen mit Mike Hailwood, Phil Read und Valentino Rossi einer von vier Fahrern, der sowohl in drei verschiedenen Klassen (125 cm³/Moto3, 250 cm³/Moto2, 500 cm³/MotoGP) Gesamtsiege erringen als auch in der Königsklasse mindestens 100 Podestplatzierungen erzielen konnte.
Márquez brach zahlreiche Rekorde. Durch seinen ersten Titel in der MotoGP-Klasse im Jahr 2013 wurde er zum ersten Rookie-Weltmeister seit Kenny Roberts sr. 1978 und im Alter von nur 20 Jahren und 266 Tagen gleichzeitig zum jüngsten MotoGP-Weltmeister der Geschichte. Im darauffolgenden Jahr knackte er die bis dato unerreichte Marke von zehn Rennsiegen in Folge und holte sich außerdem den alleinigen Rekord für die meisten Pole-Positions in der Motorrad-Weltmeisterschaft, als er 2016 beim Großen Preis von Australien seine 65. Pole-Position einfuhr. Zudem hält Márquez mit 16 Siegen den Rekord für die meisten Grand-Prix-Siege in der Moto2-Klasse.

## Karriere

### Anfangsjahre
Marc Márquez begann mit sechs Jahren seine Rennkarriere im Motocross und Minibike. Später wechselte er zum Straßenrennsport. Nach einigen Auftritten in der 125-cm³-Klasse der spanischen Meisterschaft, die er 2007 mit dem achten Gesamtrang abschloss, wurde Alberto Puig auf ihn aufmerksam und nahm ihn gemeinsam mit Esteve Rabat für 2008 für Repsol-KTM in der Achtelliterklasse der Motorrad-Weltmeisterschaft unter Vertrag.

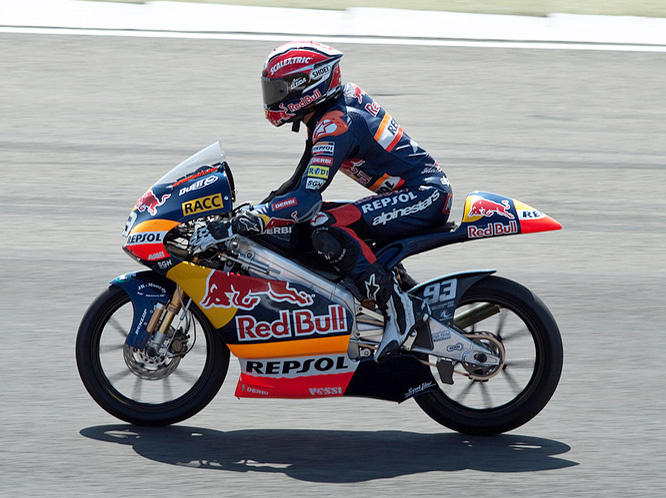
Marc Márquez 2010 in Assen

### 125-cm³-Weltmeisterschaft
2008 trat Márquez in der 125-cm³-Klasse der Motorrad-WM an. Die Saison hatte für Márquez durch eine Verletzung erst später beginnen können und sie endete auch vorzeitig durch einen Trainingssturz beim Großen Preis von Malaysia. Dabei hatte er sich Verletzungen am Knorpel um das Schienbein herum zugezogen. Am Ende der Saison hatte Márquez einen Podiumsplatz und einige Top-Ten-Resultate auf seiner Haben-Seite. Er landete mit 63 Punkten auf Platz 13 der Gesamtwertung. Sein Landsmann und Teamkollege Esteve Rabat platzierte sich mit 49 Zählern einen Rang dahinter.
In seiner zweiten Saison gelang Marc Márquez beim 125er-KTM-Team von Red Bull mit Rang drei beim Großen Preis von Spanien in Jerez ein Podiumsplatz. Dafür fuhr er neun Top-Ten-Ränge heraus und erreichte Platz acht in der Gesamtwertung, was eine Steigerung von fünf Plätzen im Vergleich zum Vorjahr bedeutete. Damit hatte Márquez seinen Teamkollegen, den US-Amerikaner Cameron Beaubier, der den 29. Platz belegte, deutlich im Griff. Wegen des Ausstiegs von KTM aus der Weltmeisterschaft Ende 2009 wechselte Márquez zum finnischen Team Ajo Motorsport.
Die Saison 2010 begann Marc Márquez mit einem neuen Team und einer Derbi an der Seite von Sandro Cortese als Teamkollegen und einem dritten Platz beim Großen Preis von Katar. Nach einem Ausfall beim zweiten Rennen der Saison, seinem Heimspiel in Jerez, und dem dritten Platz in Frankreich fiel er in der WM etwas hinter Nicolás Terol und Pol Espargaró zurück. Diesen Rückstand wandelte er dann mit seinem ersten Sieg in der Motorrad-WM überhaupt beim Großen Preis von Italien in Mugello und vier weiteren direkt danach bis hin zum Deutschland-Grand-Prix auf dem Sachsenring, bei dem Terol verletzungsbedingt nicht startete und Espargaró ausschied, in einen 26-Punkte-Vorsprung auf Espargaró nach acht Rennen um. Beim Großen Preis von Tschechien in Brünn belegte Márquez mit einer ausgerenkten Schulter den siebten Platz, was seinen Vorsprung in der WM-Wertung auf 15 Punkte schmelzen ließ. Beim nächsten Rennen in Indianapolis belegte er wegen eines Sturzes und einer 20-sekündigen Zeitstrafe wegen Abkürzens einer Schikane den zehnten Rang. Am Ende des Jahres wurde Márquez vor Terol und Espargaró Weltmeister der 125-cm³-Klasse.

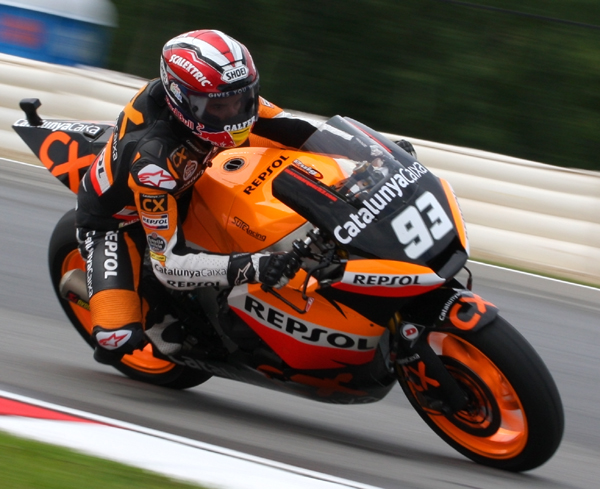
Márquez 2011 auf Suter

### Moto2-Klasse

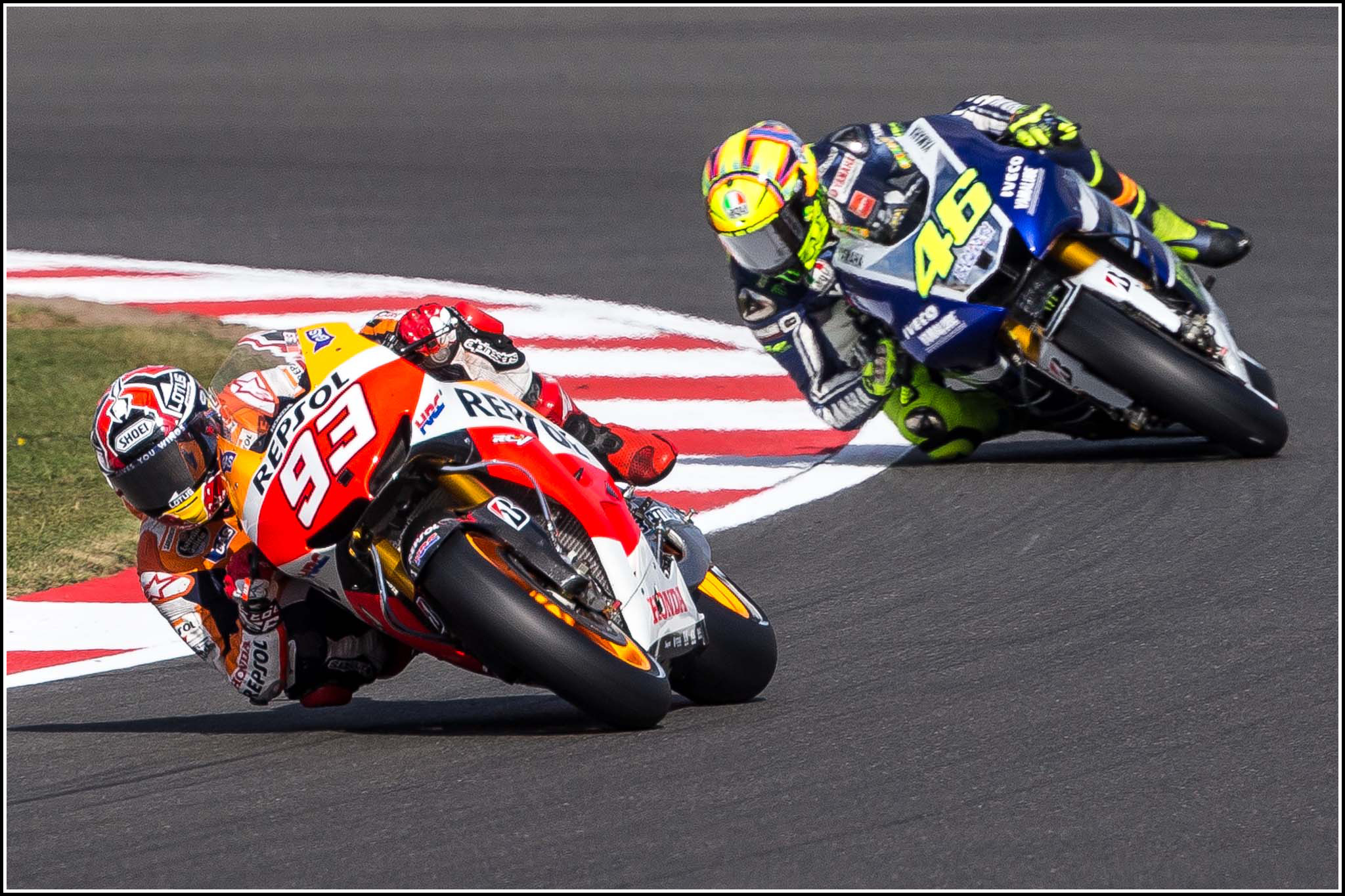
Márquez 2013 auf Honda

Zur Saison 2011 stieg Marc Márquez in die Moto2-Klasse auf und fuhr im Team Catalunya Caixa Repsol eine Suter. Nach den ersten drei Rennen noch ohne WM-Punkte, lag er nach dem sechsten Lauf, dem Großen Preis von Großbritannien in Silverstone bereits 82 Punkte hinter dem WM-Führenden Stefan Bradl. Mit Seriensiegen im niederländischen Assen, beim Großen Preis von Italien in Mugello, am Sachsenring sowie bei den Großen Preisen von Indianapolis auf dem Indianapolis Motor Speedway, San Marino in Misano und Aragonien im Motorland Aragón reduzierte er den Rückstand auf sechs WM-Punkte und übernahm nach dem zweiten Platz beim Großen Preis von Japan in Motegi mit einem Punkt Vorsprung die WM-Führung vor Bradl. Durch einen selbst verschuldeten Trainingsunfall beim Großen Preis von Australien in Phillip Island auf den letzten Startplatz verbannt, verlor Márquez trotz Platz drei die Führung wieder an Stefan Bradl, der den zweiten Rang belegte. Verletzungsbedingt trat er bei den beiden letzten Rennen in Sepang und Valencia nicht an und verlor den WM-Titel kampflos an Stefan Bradl.
2012 gewann Marc Márquez – weiterhin im Repsol-Team auf Suter-Material – trotz der Verletzung, die er sich im Jahr zuvor zugezogen hatte, das erste Rennen. Er dominierte über die gesamte Saison. Am Ende der Saison hatte er neun Siege, zwei zweite und drei dritte Plätze eingefahren, wobei er zweimal vom letzten Startplatz gestartet ist. Er sicherte den Weltmeistertitel vorzeitig in Australien. Nach dem letzten Rennen, dem Großen Preis von Valencia hatte er schließlich einen Vorsprung von 56 Punkten in der Gesamtwertung auf den Zweitplatzierten Pol Espargaró. Seine großartigen Leistungen in der Moto2-Klasse machten Márquez für das Repsol-Honda-Werksteam in der MotoGP-Klasse interessant. Honda machte sich deshalb gegen die Rookie-Regel stark, die besagte, dass ein Neueinsteiger in der Königklasse in seiner ersten Saison kein Werksmaterial erhalten durfte. Die Regel wurde schließlich abgeschafft und Márquez unterschrieb einen Zweijahresvertrag im Werksteam der Japaner, wo er den Australier Casey Stoner ersetzte.

### MotoGP-Klasse
Zum Auftaktrennen der Saison 2013 in Katar wurde Márquez hinter dem amtierenden Weltmeister Jorge Lorenzo und Valentino Rossi (beide Yamaha) Dritter. Nach Pole-Position und Sieg beim Grand Prix of The Americas, der ihn zum jüngsten Moto-GP-Sieger der Geschichte machte, wurde er in Jerez Zweiter. Im vierten Rennen, dem Grand Prix von Frankreich auf dem Circuit Bugatti fuhr Márquez erneut auf Pole und wurde Dritter. Im darauffolgenden Grand Prix von Italien, bei dem er bereits einen Sturz mit 338 km/h im Training hatte, fiel er auch im Rennen aus. Bei seinem Heim-Grand-Prix in Spanien belegte Márquez den dritten Rang. Bei der Dutch TT wurde er hinter Rossi Zweiter. Auf dem Sachsenring holte er erneut die Pole-Position und den Sieg. Dem folgte beim Großen Preis der USA in Laguna Seca ein weiterer Sieg vor Stefan Bradl. Mit seinem vierten Sieg in Indianapolis und dem fünften im tschechischen Brünn baute Márquez seine Führung in der Weltmeisterschaft weiter aus. In Australien musste Márquez null Punkte verbuchen, da aufgrund der hohen Temperaturen die Reifen einem übernatürlich hohen Verschleiß zum Opfer fielen und dadurch erstmals ein Flag-to-Flag-Rennen stattfand. Dabei schrieb das Reglement vor, innerhalb der neunten oder zehnten Runde das Motorrad zu wechseln. Diese Regel wurde vom Team fehlinterpretiert, wodurch Márquez erst in der elften Runde in die Box fuhr. Am 10. November wurde er in Valencia hinter Jorge Lorenzo und seinem Teamkollegen Dani Pedrosa Dritter. Damit gewann Marc Márquez die Gesamtwertung und wurde mit 20 Jahren und 266 Tagen jüngster Weltmeister in der seit 1949 bestehenden Königsklasse des Motorradsports. Márquez brach den Rekord von Freddie Spencer, der 21 Jahre und 258 Tage alt war, als er im Jahr 1983 auf einer Honda den 500er-Titel gewann. Außerdem wurde er der erste Rookie seit 1978, der in der Königsklasse den Titel errang.
In der Saison 2014 fuhr Marc Márquez erneut für das Repsol Honda Team. Dani Pedrosa war weiterhin sein Teamkollege. Der Start in diese Saison verlief für Márquez erneut sehr erfolgreich. In den ersten sechs Rennen holte er sich die Pole-Position und gewann die ersten zehn Rennen des laufenden Jahres in Serie. Zuletzt gelang Mick Doohan in der Saison 1997 dieses Kunststück. Mit dem zweiten Platz beim Großen Preis von Japan auf dem Twin Ring Motegi gewann Márquez seinen zweiten MotoGP-Weltmeistertitel in Folge und feierte somit seinen vierten Titel in der gesamten Motorrad-Weltmeisterschaft. Gleichzeitig ist er damit bis heute der jüngste Fahrer (21 Jahre und 237 Tage), der zwei Titel in Folge in der höchsten Klasse der Motorrad-Weltmeisterschaft errang. Márquez löste in dieser Rangliste Mike Hailwood ab. Dieser war damals 23 Jahre und 152 Tage alt. In der Qualifikation zum Großen Preis von Malaysia sicherte sich Márquez mit der 13. Pole-Position der Saison einen weiteren Rekord. Beim letzten Rennen in Valencia erzielte er seinen 13. Saisonsieg. Damit überbot Marc Márquez den Rekord von Mick Doohan aus dem Jahr 1997.
Auch 2015 bestritt Marc Márquez an der Seite von Dani Pedrosa im Repsol-Honda-Team. Der Start in seine dritte MotoGP-Saison verlief nicht so erfolgreich wie zuvor. Nach den ersten sieben Rennen fuhr Márquez einen Sieg und einen zweiten Platz ein. Dazu kamen allerdings auch drei Ausfälle. Ab der Dutch TT in Assen setzte er das Chassis des 2014er Einsatzmotorrades ein. Seitdem erreichte er in den letzten neun Rennen zwei zweite Plätze und vier Siege. Zwischen den Großen Preisen von Aragonien und Japan stürzte Márquez beim Mountainbiken in seiner Heimatstadt Cervera. Er brach sich dabei den fünften Mittelhandknochen der linken Hand. Das Rennen in Japan fuhr er dennoch und erreichte dort den vierten Platz. Beim darauf folgenden Rennen in Australien gelang Márquez mit dem ersten Platz, sein insgesamt 50. Grand-Prix Sieg. Mit 22 Jahren und 243 Tagen ist er der jüngste Fahrer, der das geschafft hat. Am Ende der Saison belegte er hinter Weltmeister Jorge Lorenzo und Valentino Rossi den dritten Platz in der Gesamtwertung.
Dem Repsol-Honda-Team blieb Márquez in der Saison 2016 treu. Ebenso war Dani Pedrosa dort wieder sein Teamkollege. Nach der ersten Saisonhälfte lag Márquez mit 170 Punkten an der Spitze der WM-Wertung. In neun Rennen gelangen ihm acht Podestplatzierungen. Darunter drei Siege. Im dritten freien Training zum Großen Preis von Österreich erlitt er, nach einem Sturz, eine Schulterluxation. Im Rennen am darauf folgenden Sonntag erreichte Márquez den fünften Platz. Mit seinem Sieg beim Großen Preis von Japan wurde Márquez, drei Rennen vor Ende der Saison, zum dritten Mal Weltmeister in der MotoGP-Klasse.
In seinem fünften Jahr in der Königsklasse, 2017, lautete die Fahrerpaarung im Honda-Werksteam erneut Márquez / Pedrosa. Es war der bis dahin schlechteste Start in eine neue MotoGP-Saison für Márquez. Nach den ersten beiden Rennen lag er auf dem achten Rang der Gesamtwertung. Beim dritten Saisonrennen dem Grand Prix of The Americas gelang ihm sein erster Sieg in diesem Jahr. Es war der fünfte in Folge für Marc Márquez auf dieser Strecke. Außerdem ist er damit seit seinem Sieg in der Moto2-Klasse beim Großen Preis von Indianapolis in der Saison 2012 auf US-amerikanischen Boden ungeschlagen. Vor dem letzten Rennen in Valencia hatte Marc Márquez 21 Punkte Vorsprung auf Andrea Dovizioso, den zweitplatzierten in der WM-Wertung. Der dritte Platz im Rennen reichte dem Spanier schließlich, um seinen Titel zu verteidigen und zum vierten Mal Weltmeister in der MotoGP-Klasse zu werden.

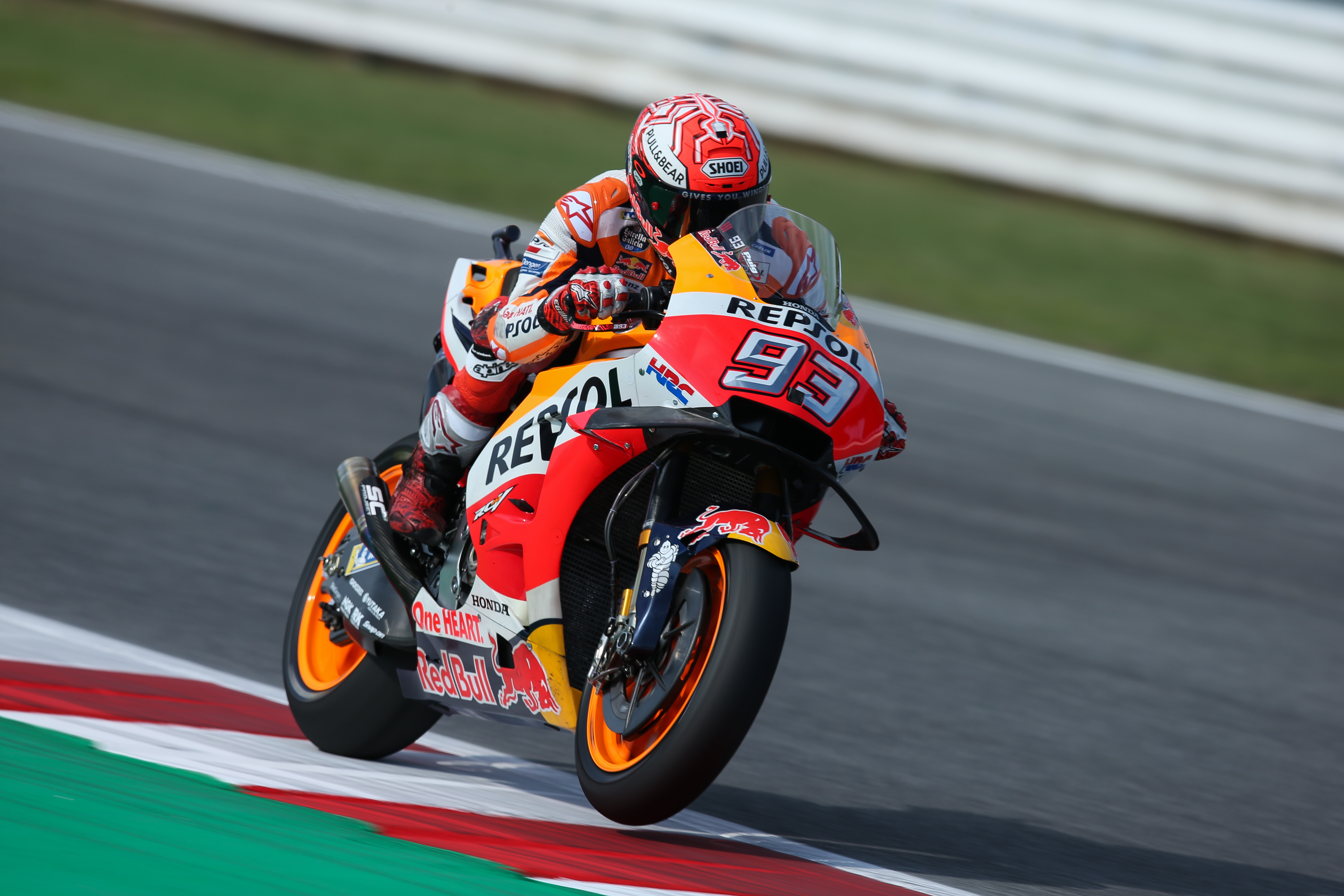
Márquez beim Großen Preis von San Marino 2018

In der Saison 2018 verteidigte Márquez den Titel erneut. Er begann die Saison mit dem zweiten Platz in Katar, nach Platz 18 in Argentinien lag er in der Gesamtwertung zunächst auf dem fünften Rang, gewann aber die nächsten drei Rennen in Folge. Unter anderem siegte Márquez beim Grand Prix of The Americas zum sechsten Mal in Serie und baute seine perfekte Bilanz dort weiter aus. Ab dem Großen Preis von Spanien übernahm er die Gesamtführung und gab sie bis zum Ende nicht mehr ab. Nach dem zweiten Platz in Katalonien stand Márquez bis zum Ende der Saison, sofern er ins Ziel kam, immer auf dem Podium. Einen weiteren Rekord stellte er beim Großen Preis von Deutschland auf dem Sachsenring auf, er gewann das Rennen seit 2010 klassenübergreifend zum neunten Mal in Serie. Mit dem Sieg in Japan war er durch den Ausfall von Andrea Dovizioso bei einem versuchten Überholmanöver gegen Márquez schließlich zum dritten Mal in Folge und zum fünften Mal insgesamt in der MotoGP-Klasse Weltmeister. Am Ende hatte er mit 321 Punkten 76 Punkte Vorsprung auf den WM-Zweiten Dovizioso.
In der Saison 2019 wurde Márquez zum vierten Mal in Folge Weltmeister in der MotoGP-Klasse. Es war der sechste Titel in der Königsklasse und der achte WM-Titel insgesamt. Er begann die Saison mit einem zweiten Platz in Katar und gewann das nächste Rennen in Argentinien. Beim anschließenden Grand Prix of The Americas in Austin stürzte er, nach zuvor sechs Siegen in Serie auf dieser Strecke. Es sollte bis zum Saisonende das einzige Mal bleiben, dass Márquez ein Rennen nicht auf den ersten beiden Plätzen beendet. Nach seinem Sieg in Spanien übernahm er bis zum Saisonende die Führung in der Weltmeisterschaft. Beim Großen Preis von Deutschland siegte er seit 2010 bereits zum zehnten Mal in Serie. In Brünn holte er in seinem 118. Rennen in der MotoGP-Klasse bereits seinen 50. Sieg. Vom Großen Preis von San Marino bis zum Rennen in Australien gewann er fünf Rennen hintereinander. Die Weltmeisterschaft gewann er nach einem knappen Sieg in der letzten Runde gegen Fabio Quartararo beim Großen Preis von Thailand. Seinen insgesamt 80. Erfolg der Karriere holte Márquez beim Rennen in Japan. Er stand in 19 Rennen 18 Mal auf dem Podium und stellte damit einen neuen Rekord auf, er erreichte in den letzten 16 Rennen der Saison immer das Podium. Ebenfalls Rekord waren die 420 erzielten Punkte am Ende des Jahres. Er kam in der Saison auf insgesamt zwölf Siege, zehn Pole-Positions und zwölf schnellste Rennrunden und hatte 151 Punkte Vorsprung auf Andrea Dovizioso.
Nach einem Sturz im ersten Rennen des Jahres 2020, dem Großen Preis von Spanien in Jerez, und einer Operation des rechten Oberarms wollte Marc Márquez bereits am nächsten Wochenende wieder starten, verzichtete aber nach Problemen beim Qualifying. Nach einer erneuten Operation nahm er auch am dritten Saisonrennen in Brünn nicht teil. Im Oktober 2020 wurde bekannt, dass Márquez in der laufenden Saison nicht mehr an den Start gehen wird und dauerhaft von Stefan Bradl ersetzt wird. Am 3. Dezember 2020 wurde Màrquez erneut am rechten Oberarm operiert. Dabei wurde eine Knochentransplantation vorgenommen. Ab wann er 2021 starten kann, war lange ungewiss.
Márquez kehrte beim Großen Preis von Portugal 2021 zurück. Er ging vom sechsten Startplatz aus ins Rennen und wurde Siebter. Seinen ersten Sieg seit Saisonende 2019 holte er auf dem Sachsenring, es war sein elfter Sieg in Folge in Hohenstein-Ernstthal. Im Saisonverlauf folgten noch zwei weitere Siege. An den letzten beiden Saisonrennen konnte er verletzungsbedingt nicht teilnehmen. Die Saison beendete Márquez mit 142 Punkten auf Rang sieben der Gesamtwertung.
Die Saison 2022 begann mit einem fünften Platz beim Großen Preis von Katar in Losail. Beim Warm Up zum zweiten Saisonrennen in Indonesien stürzte Márquez schwer. Er konnte nicht am Rennen teilnehmen und setze auch beim dritten Saisonrennen aus. In den folgenden vier Rennen fuhr er jeweils unter die besten sechs und war damit stets bester Honda-Fahrer. Da er nach drei Operationen am Oberarm Probleme damit hatte, seine natürliche Haltung auf dem Motorrad einzunehmen, entschied man sich während des Rennwochenendes in Mugello, eine vierte Operation zur Korrektur vorzunehmen. Nach sechs Rennen Pause nahm Márquez ab Aragonien wieder an den Rennen teil. Der zweite Platz beim drittletzten Saisonrennen in Australien war dabei sein bestes Saisonresultat. In der Gesamtwertung belegte er mit 113 Punkten den 13. Rang.
Im Jahr 2023, wieder vollständig genesen, zählte Márquez wieder zu den Titelfavoriten. Mit der Pole-Position und dem dritten Platz im Sprintrennen des ersten Saisonrennens in Portugal unterstrich er diese Rolle. Im Grand Prix unterlief ihm ein Fehler beim Anbremsen. Während er Jorge Martín noch ausweichen konnte, stieß er mit Miguel Oliveira zusammen. Beide Fahrer verletzten sich bei diesem Unfall. Márquez konnte ab dem fünften Saisonrennen wieder an der Meisterschaft teilnehmen und erzielte im zehnten Rennen der Saison die ersten Punkte in einem Grand Prix. Bereits vorher hatte sich gezeigt, dass seine Honda der Konkurrenz unterlegen war und er sie regelmäßig überfahren musste, um überhaupt im vorderen Feld mitfahren zu können. Dies führte zu häufigen Stürzen sowohl in Trainings als auch in Rennen. Trauriger Höhepunkt war das Rennwochenende auf dem Sachsenring, seiner eigentlichen Paradestrecke. Dort stürzte er insgesamt fünf Mal und verzichtete daher auf den Start im Grand-Prix-Rennen. Sein bestes Saisonresultat war der dritte Platz beim Honda-Heimrennen in Motegi. In der Gesamtwertung belegte er mit 96 Punkten Rang 14.
Noch vor Ende der Saison 2023 einigten sich Márquez und die Honda Racing Corporation (HRC) auf eine vorzeitige Vertragsauflösung. Am 4. Oktober 2023 gab HRC bekannt, dass der eigentlich noch bis Ende 2024 laufende Vertrag mit Marc Márquez zum Saisonende 2023 beendet wird. Am 12. Oktober 2023 wurde offiziell, dass Márquez zur Saison 2024 zum Gresini-Team wechseln und dort eine Ducati Desmosedici GP23 pilotieren würde.

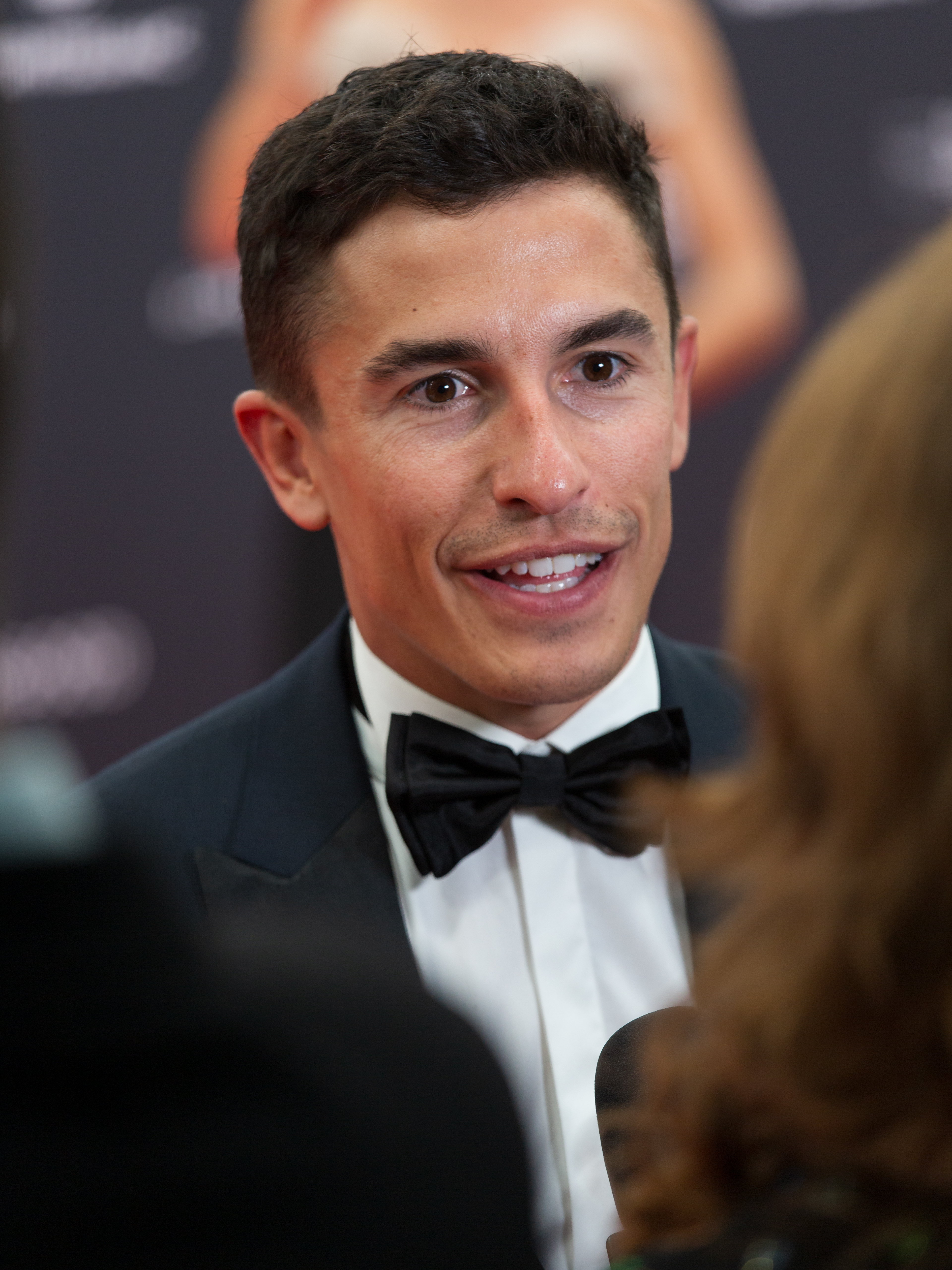
Marc Márquez bei den 25. Laureus World Sports Awards 2024

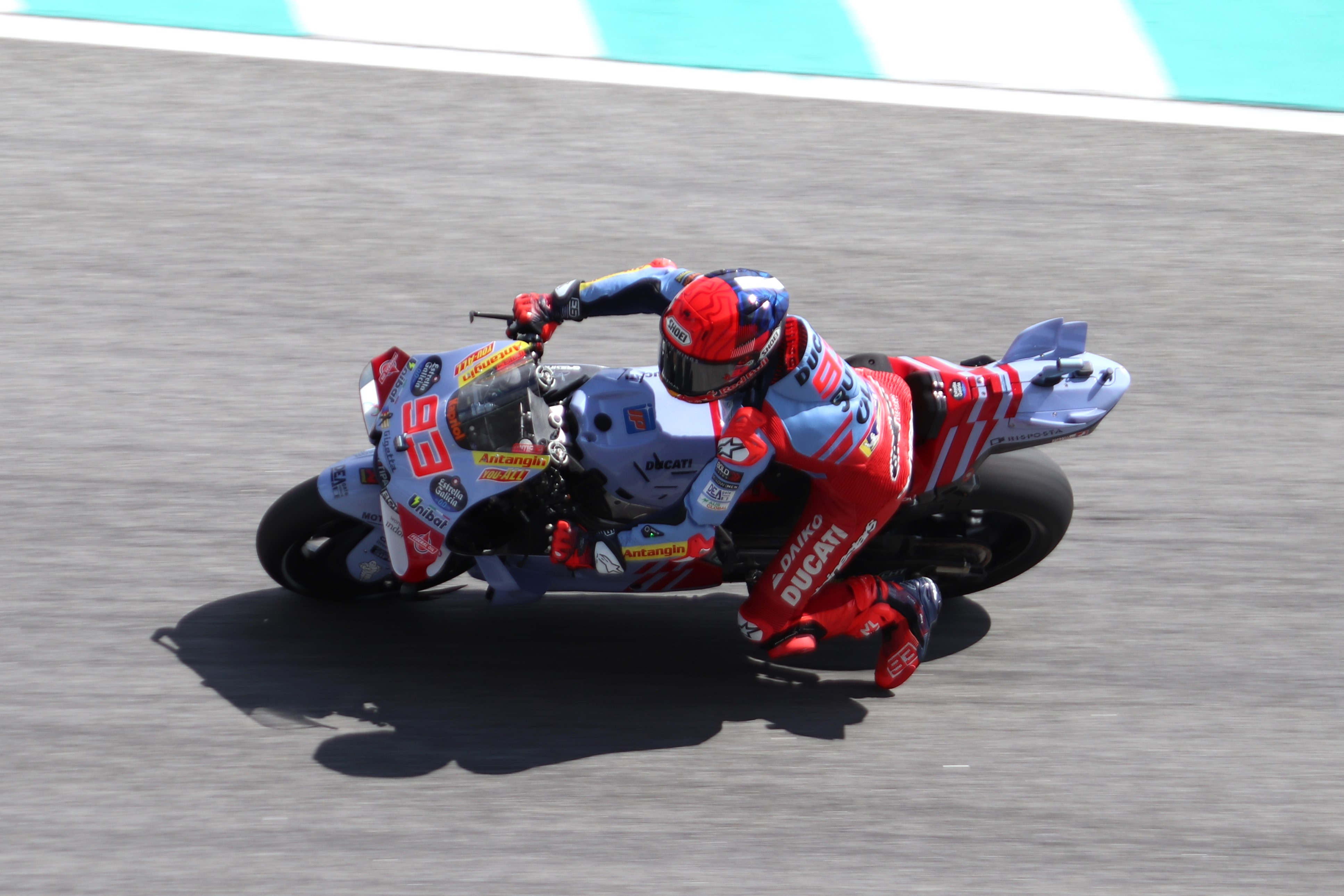
Márquez 2024 auf der Ducati von Gresini Racing beim Großen Preis von Malaysia

Der Wechsel auf die wesentlich wettbewerbsfähigere Ducati zahlte sich für Márquez aus. Bereits im zweiten Rennen in Portugal erzielte er im Sprint mit Rang zwei seinen ersten Podestplatz. Im vierten Rennen, dem Grand Prix von Spanien und beim folgenden Großen Preis von Frankreich erreichte er im Rennen ebenfalls jeweils den zweiten Platz, dazu wurde er im Sprint von Frankreich Zweiter. Im Verlauf der Saison fand er sich immer besser auf der Ducati zurecht und platzierte sich immer in den Punkten, sofern er die Zielflagge sah. Ein Höhepunkt war das gemeinsame Podium mit seinem Bruder Álex Márquez hinter Francesco Bagnaia beim Deutschland Grand Prix auf dem Sachsenring. Es war das erste MotoGP-Podium eines Brüderpaars. Nach Trainingsbestzeiten, Pole-Position und dem Sieg im Sprint gelang ihm beim GP von Aragonien sein erster Grand Prix Sieg nach 1043 Tagen. Es war sein erster Sieg auf Ducati. Eine Woche später nutzte er die Gunst der Stunde bei wechselhaften Bedingungen und siegte beim GP von San Marino erneut. Im weiteren Verlauf machte er sich durch regelmäßige Podestplätze auf sich aufmerksam. Besonders sein Duell gegen Jorge Martín beim Großen Preis von Australien stach heraus, was ihm seinen dritten Saisonsieg einbrachte. Er beendete die Saison hinter Francesco Bagnaia und vor Enea Bastianini auf WM-Rang drei. Er war bestplatzierter Pilot auf einer Vorjahres-Ducati und schlug neben Bastianini auch Franco Morbidelli auf Ducati-Werksmaterial.
Während der Saison 2024 wurde beim Grand Prix von Italien verkündet, dass Márquez ab der Saison 2025 für das Ducati-Werksteam starten wird. Er erhielt dort einen mehrjährigen Vertrag und wird an der Seite von Francesco Bagnaia, dem Weltmeister von 2022 und 2023, fahren.
Der Saisonbeginn 2025 verlief für Márquez erfolgreich. Er gewann sowohl beim Saisonauftakt in Thailand als auch in Argentinien sowohl das Sprintrennen als auch den Grand Prix. Durch jeweils zweite Plätze seins Bruders Álex waren es die ersten beiden Doppelsiege eines Brüderpaars in der Geschichte der MotoGP. Beim dritten Rennen in Austin gewann er wieder den Sprint, stürzte allerdings im Grand Prix deutlich in Führung liegend, sodass sein Teamkollege Bagnaia den Sieg erbte. Dafür gewann er das nächste Rennen in Katar, welches er zuvor nur einmal gewonnen hatte (2014). Beim GP von Spanien gewann er wieder den Sprint, obwohl er zum ersten Mal in der Saison nicht von der Pole Position startete, er stürzte allerdings wieder im Grand Prix, kam aber noch als Zwölfter ins Ziel. Das Rennen gewann sein Bruder Álex, welcher zum ersten Mal überhaupt in der MotoGP-Klasse gewann. Es folgte in Frankreich wieder ein Sieg im Sprintrennen und ein zweiter Platz hinter Johann Zarco bei nassen Bedingungen. In Silverstone brach seine Siegesserie von sechs Sprintsiegen in Folge. Er wurde Zweiter hinter seinem Bruder Álex Márquez. Im turbulenten Grand Prix schaffte er es noch auf den dritten Rang. Im achten Rennen auf einer seiner Lieblingsstrecken im Motorland Aragón gewann er wieder überlegen beide Rennen von der Pole aus. Selbiges wiederholte er beim GP von Italien in Mugello, wo er vorher nur in seiner dominanten Saison 2014 gewinnen konnte. Das folgenden Rennen bei der Dutch TT gewann er ebenfalls. Der Große Preis von Deutschland 2025 markierte die Saisonhalbzeit. Hier holte Márquez im Regen die Pole Position und gewann den Sprint am Samstag. Am Sonntag gewann er überlegen den Grand Prix in seinem 200. Rennen in der MotoGP. Mit diesem Sieg hat er klassenübergreifend auf dem Sachsenring zwölf Mal (1× 125 cm³, 2× Moto2, 9× MotoGP) gewonnen. Das letzte Rennen vor der Sommerpause in Brünn gewann Márquez ebenfalls. Durch den Sieg im Sprint holte er in dieser Saison bereits achtmal beide Siege an einem Wochenende. Er ist zudem der erste Ducati-Pilot in der Geschichte der fünf Siege in Folge holen konnte. Sein Sieg in Brünn geschah auf den Tag genau fünf Jahre nach seinem schweren Unfall in Jerez, der seine Karriere nachhaltig änderte. Nach 12 von 22 gefahrenen Rennen führt er erstmals zu Beginn der Sommerpause seit 2019 souverän die Weltmeisterschaft mit 120 Punkten Vorsprung an.

## Persönliches
Sein jüngerer Bruder Álex Márquez ist ebenfalls Motorradrennfahrer in der Motorrad-WM. 2020 startete er an der Seite seines Bruders bei Repsol Honda in der MotoGP-Klasse. In der Saison 2024 gingen die Brüder gemeinsam für Gresini Racing an den Start.

## Statistik

### Erfolge
- 2010 – 125-cm³-Weltmeister auf Derbi
- 2011 – Moto2-Rookie of the Year auf Suter
- 2012 – Moto2-Weltmeister auf Suter
- 2013, 2014, 2016, 2017, 2018, 2019 – MotoGP-Weltmeister auf Honda
- 2013 – MotoGP-Rookie of the Year auf Honda
- 97 Grand-Prix-Siege

### Ehrungen
- 2010 – Michel-Metraux-Trophäe für den besten 125-cm³-Fahrer
- 2011 – Michel-Metraux-Trophäe für den besten Moto2-Fahrer
- 2014 – Laureus World Sports Award in der Kategorie Durchbruch des Jahres (für 2013)
- 2014 – Spanischer Sportler des Jahres
- 2016 – Autosport Award in der Kategorie Fahrer des Jahres[24]

### In der Motorrad-Weltmeisterschaft
Zahlen pro Saison
(Stand: Großer Preis von Österreich, 17. August 2025)
| Saison | Klasse  | Team                       | Motorrad                | Rennen | Siege | Zweiter | Dritter | Poles | Schn. Runden | Punkte | Ergebnis    |
| ------ | ------- | -------------------------- | ----------------------- | ------ | ----- | ------- | ------- | ----- | ------------ | ------ | ----------- |
| 2008   | 125 cm³ | Repsol KTM 125cc           | KTM                     | 12     | –     | –       | 1       | –     | –            | 63     | 13.         |
| 2009   | 125 cm³ | Red Bull KTM Moto Sport    | KTM                     | 16     | –     | –       | 1       | 2     | 1            | 94     | 8.          |
| 2010   | 125 cm³ | Red Bull Ajo Motorsport    | Derbi                   | 17     | 10    | –       | 2       | 12    | 8            | 310    | Weltmeister |
| 2011   | Moto2   | Team CatalunyaCaixa Repsol | Suter                   | 15     | 7     | 3       | 1       | 7     | 2            | 251    | 2.          |
| 2012   | Moto2   | Team CatalunyaCaixa Repsol | Suter                   | 17     | 9     | 3       | 2       | 7     | 5            | 328    | Weltmeister |
| 2013   | MotoGP  | Repsol Honda Team          | Honda RC213V            | 18     | 6     | 6       | 4       | 9     | 11           | 334    | Weltmeister |
| 2014   | MotoGP  | Repsol Honda Team          | Honda RC213V            | 18     | 13    | 1       | –       | 13    | 12           | 362    | Weltmeister |
| 2015   | MotoGP  | Repsol Honda Team          | Honda RC213V            | 18     | 5     | 4       | –       | 8     | 7            | 242    | 3.          |
| 2016   | MotoGP  | Repsol Honda Team          | Honda RC213V            | 18     | 5     | 4       | 3       | 7     | 4            | 298    | Weltmeister |
| 2017   | MotoGP  | Repsol Honda Team          | Honda RC213V            | 18     | 6     | 4       | 2       | 8     | 3            | 298    | Weltmeister |
| 2018   | MotoGP  | Repsol Honda Team          | Honda RC213V            | 18     | 9     | 4       | 1       | 7     | 7            | 321    | Weltmeister |
| 2019   | MotoGP  | Repsol Honda Team          | Honda RC213V            | 19     | 12    | 6       | –       | 10    | 12           | 420    | Weltmeister |
| 2020   | MotoGP  | Repsol Honda Team          | Honda RC213V            | 1      | –     | –       | –       | –     | 1            | 0      | –           |
| 2021   | MotoGP  | Repsol Honda Team          | Honda RC213V            | 14     | 3     | 1       | –       | –     | 2            | 142    | 7.          |
| 2022   | MotoGP  | Repsol Honda Team          | Honda RC213V            | 12     | –     | 1       | –       | 1     | –            | 113    | 13.         |
| 2023   | MotoGP  | Repsol Honda Team          | Honda RC213V            | 15     | –     | –       | 1       | 1     | –            | 96     | 14.         |
| 2024   | MotoGP  | Gresini Racing MotoGP      | Ducati Desmosedici GP23 | 20     | 3     | 4       | 3       | 2     | 4            | 392    | 3.          |
| 2025   | MotoGP  | Ducati Lenovo Team         | Ducati Desmosedici GP25 | 13     | 9     | 1       | 1       | 7     | 7            | 418    | 1.*         |
| Gesamt | Gesamt  | Gesamt                     | Gesamt                  | 280    | 97    | 42      | 22      | 101   | 86           | 4482   | 8 WM-Titel  |

* Laufende Saison
Grand-Prix-Siege
| Saison | Klasse  | Rennen |
| ------ | ------- | --- |
| 2010   | 125 cm³ | Italien Vereinigtes Konigreich Niederlande Katalonien Deutschland San Marino Japan Malaysia Australien Portugal                    |
| 2011   | Moto2   | Frankreich Niederlande Italien Deutschland San Marino Aragonien                                                                    |
| 2012   | Moto2   | Katar Portugal Niederlande Deutschland Tschechien San Marino Japan Valencia                                                        |
| 2013   | MotoGP  | USA-Texas Deutschland Vereinigte Staaten Tschechien Aragonien                                                                      |
| 2014   | MotoGP  | Katar USA-Texas Argentinien Spanien Frankreich Italien Katalonien Niederlande Deutschland Vereinigtes Konigreich Malaysia Valencia |
| 2015   | MotoGP  | USA-Texas Deutschland San Marino Australien                                                                                        |
| 2016   | MotoGP  | Argentinien USA-Texas Deutschland Aragonien Japan                                                                                  |
| 2017   | MotoGP  | USA-Texas Deutschland Tschechien San Marino Aragonien Australien                                                                   |
| 2018   | MotoGP  | USA-Texas Spanien Frankreich Niederlande Deutschland Aragonien Thailand Japan Malaysia                                             |
| 2019   | MotoGP  | Argentinien Spanien Frankreich Katalonien Deutschland Tschechien San Marino Aragonien Thailand Japan Australien Valencia           |
| 2021   | MotoGP  | Deutschland USA-Texas Emilia-Romagna                                                                                               |
| 2024   | MotoGP  | Aragonien San Marino Australien |
| 2025   | MotoGP  | Thailand Argentinien Katar Aragonien Italien Niederlande Deutschland Tschechien Osterreich                                         |

Einzelergebnisse
| Saison | 1        | 2           | 3           | 4                   | 5                      | 6                      | 7                      | 8                      | 9                  | 10                     | 11                 | 12                     | 13         | 14             | 15             | 16             | 17         | 18             | 19         | 20       | 21       | 22       |
| ------ | -------- | ----------- | ----------- | ------------------- | ---------------------- | ---------------------- | ---------------------- | ---------------------- | ------------------ | ---------------------- | ------------------ | ---------------------- | ---------- | -------------- | -------------- | -------------- | ---------- | -------------- | ---------- | -------- | -------- | -------- |
| 2008   | Katar    | Spanien     | Portugal    | China Volksrepublik | Frankreich             | Italien                | Katalonien             | Vereinigtes Konigreich | Niederlande        | Deutschland            | Vereinigte Staaten | Tschechien             | San Marino |                | Japan          | Australien     | Malaysia   | \|\| \|\|      |            |          |          |          |
| 2008   | INJ      | INJ         | 18          | 12                  | DNF                    | 19                     | 10                     | 3                      | DNF                | 9                      | [ # 1 ]            | DNF                    | 4          | 6              | DNF            | 9              | INJ        | INJ            |            |          |          |          |
| 2009   | Katar    | Japan       | Spanien     | Frankreich          | Italien                | Katalonien             | Niederlande            | Vereinigte Staaten     | Deutschland        | Vereinigtes Konigreich | Tschechien         |                        | San Marino | Portugal       | Australien     | Malaysia       | \|\| \|\|  |                |            |          |          |          |
| 2009   | DNF      | 5           | 3           | DNF                 | 5                      | 5                      | 10                     | [ # 1 ]                | 16                 | 15                     | 8                  | 6                      | 4          | DNF            | 9              | DNF            | 17         |                |            |          |          |          |
| 2010   | Katar    | Spanien     | Frankreich  | Italien             | Vereinigtes Konigreich | Niederlande            | Katalonien             | Deutschland            | Vereinigte Staaten | Tschechien             |                    | San Marino             | Aragonien  | Japan          | Malaysia       | Australien     | Portugal   | \|\| \|\|      |            |          |          |          |
| 2010   | 3        | DNF         | 3           | 1                   | 1                      | 1                      | 1                      | 1                      | [ # 1 ]            | 7                      | 10                 | 1                      | DNF        | 1              | 1              | 1              | 1          | 4              |            |          |          |          |
| 2011   | Katar    | Spanien     | Portugal    | Frankreich          | Katalonien             | Vereinigtes Konigreich | Niederlande            | Italien                | Deutschland        | Vereinigte Staaten     | Tschechien         |                        | San Marino | Aragonien      | Japan          | Australien     | Malaysia   | \|\| \|\|      |            |          |          |          |
| 2011   | DNF      | DNF         | 21          | 1                   | 2                      | DNF                    | 1                      | 1                      | 1                  | [ # 2 ]                | 2                  | 1                      | 1          | 1              | 2              | 3              | DNS        | WD             |            |          |          |          |
| 2012   | Katar    | Spanien     | Portugal    | Frankreich          | Katalonien             | Vereinigtes Konigreich | Niederlande            | Deutschland            | Italien            | Vereinigte Staaten     |                    | Tschechien             | San Marino | Aragonien      | Japan          | Malaysia       | Australien | \|\| \|\|      |            |          |          |          |
| 2012   | 1        | 2           | 1           | DNF                 | 3                      | 3                      | 1                      | 1                      | 5                  | [ # 2 ]                | 1                  | 1                      | 1          | 2              | 1              | DNF            | 2          | 1              |            |          |          |          |
| 2013   | Katar    | USA-Texas   | Spanien     | Frankreich          | Italien                | Katalonien             | Niederlande            | Deutschland            | Vereinigte Staaten |                        | Tschechien         | Vereinigtes Konigreich | San Marino | Aragonien      | Malaysia       | Australien     | Japan      | \|\| \|\|      |            |          |          |          |
| 2013   | 3        | 1           | 2           | 3                   | DNF                    | 3                      | 2                      | 1                      | 1                  | 1                      | 1                  | 2                      | 2          | 1              | 2              | DSQ            | 2          | 3              |            |          |          |          |
| 2014   | Katar    | USA-Texas   | Argentinien | Spanien             | Frankreich             | Italien                | Katalonien             | Niederlande            | Deutschland        |                        | Tschechien         | Vereinigtes Konigreich | San Marino | Aragonien      | Japan          | Australien     | Malaysia   | \|\| \|\|      |            |          |          |          |
| 2014   | 1        | 1           | 1           | 1                   | 1                      | 1                      | 1                      | 1                      | 1                  | 1                      | 4                  | 1                      | 15         | 13             | 2              | DNF            | 1          | 1              |            |          |          |          |
| 2015   | Katar    | USA-Texas   | Argentinien | Spanien             | Frankreich             | Italien                | Katalonien             | Niederlande            | Deutschland        |                        | Tschechien         | Vereinigtes Konigreich | San Marino | Aragonien      | Japan          | Australien     | Malaysia   | \|\| \|\|      |            |          |          |          |
| 2015   | 5        | 1           | DNF         | 2                   | 4                      | DNF                    | DNF                    | 2                      | 1                  | 1                      | 2                  | DNF                    | 1          | DNF            | 4              | 1              | DNF        | 2              |            |          |          |          |
| 2016   | Katar    | Argentinien | USA-Texas   | Spanien             | Frankreich             | Italien                | Katalonien             | Niederlande            | Deutschland        | Osterreich             | Tschechien         | Vereinigtes Konigreich | San Marino | Aragonien      | Japan          | Australien     | Malaysia   | \|\| \|\|      |            |          |          |          |
| 2016   | 3        | 1           | 1           | 3                   | 13                     | 2                      | 2                      | 2                      | 1                  | 5                      | 3                  | 4                      | 4          | 1              | 1              | DNF            | 11         | 2              |            |          |          |          |
| 2017   | Katar    | Argentinien | USA-Texas   | Spanien             | Frankreich             | Italien                | Katalonien             | Niederlande            | Deutschland        | Tschechien             | Osterreich         | Vereinigtes Konigreich | San Marino | Aragonien      | Japan          | Australien     | Malaysia   | \|\| \|\|      |            |          |          |          |
| 2017   | 4        | DNF         | 1           | 2                   | DNF                    | 6                      | 2                      | 3                      | 1                  | 1                      | 2                  | DNF                    | 1          | 1              | 2              | 1              | 4          | 3              |            |          |          |          |
| 2018   | Katar    | Argentinien | USA-Texas   | Spanien             | Frankreich             | Italien                | Katalonien             | Niederlande            | Deutschland        | Tschechien             | Osterreich         | Vereinigtes Konigreich | San Marino | Aragonien      | Thailand       | Japan          | Australien | Malaysia       | \|\| \|\|  |          |          |          |
| 2018   | 2        | 18          | 1           | 1                   | 1                      | 16                     | 2                      | 1                      | 1                  | 3                      | 2                  | C                      | 2          | 1              | 1              | 1              | DNF        | 1              | DNF        |          |          |          |
| 2019   | Katar    | Argentinien | USA-Texas   | Spanien             | Frankreich             | Italien                | Katalonien             | Niederlande            | Deutschland        | Tschechien             | Osterreich         | Vereinigtes Konigreich | San Marino | Aragonien      | Thailand       | Japan          | Australien | Malaysia       | \|\| \|\|  |          |          |          |
| 2019   | 2        | 1           | DNF         | 1                   | 1                      | 2                      | 1                      | 2                      | 1                  | 1                      | 2                  | 2                      | 1          | 1              | 1              | 1              | 1          | 2              | 1          |          |          |          |
| 2020   | Katar    | Spanien     | Andalusien  | Tschechien          | Osterreich             | Steiermark             | San Marino             | Emilia-Romagna         | Katalonien         | Frankreich             | Aragonien          |                        | Europa     | Valencia       | \|\| \|\| \|\| |                |            |                |            |          |          |          |
| 2020   | C        | DNF         | DNS         | INJ                 | INJ                    | INJ                    | INJ                    | INJ                    | INJ                | INJ                    | INJ                | INJ                    | INJ        | INJ            | INJ            |                |            |                |            |          |          |          |
| 2021   | Katar    | Katar       | Portugal    | Spanien             | Frankreich             | Italien                | Katalonien             | Deutschland            | Niederlande        | Steiermark             | Osterreich         | Vereinigtes Konigreich | Aragonien  | San Marino     | USA-Texas      | Emilia-Romagna | Portugal   | \|\| \|\| \|\| |            |          |          |          |
| 2021   | INJ      | INJ         | 7           | 9                   | DNF                    | DNF                    | DNF                    | 1                      | 7                  | 8                      | 15                 | DNF                    | 2          | 4              | 1              | 1              | INJ        | INJ            |            |          |          |          |
| 2022   | Katar    | Indonesien  | Argentinien | USA-Texas           | Portugal               | Spanien                | Frankreich             | Italien                | Katalonien         | Deutschland            | Niederlande        | Vereinigtes Konigreich | Osterreich | San Marino     | Aragonien      | Japan          | Thailand   | Australien     | Malaysia   | \|\|     |          |          |
| 2022   | 5        | DNS         | INJ         | 6                   | 6                      | 4                      | 6                      | 10                     |                    |                        |                    |                        |            |                | DNF            | 4              | 5          | 2              | 7          | DNF      |          |          |
| 2023   | Portugal | Argentinien | USA-Texas   | Spanien             | Frankreich             | Italien                | Deutschland            | Niederlande            | Kasachstan         | Vereinigtes Konigreich | Osterreich         | Katalonien             | San Marino | Indien         | Japan          | Indonesien     | Australien | Thailand       | Malaysia   | Katar    | Valencia |          |
| 2023   | DNF3     |             |             |                     | DNF5                   | DNF7                   | DNS                    | DNS                    | C                  | DNF                    | 12                 | 13                     | 7          | 93             | 37             | DNF            | 15         | 64             | 13         | 11       | DNF3     |          |
| 2024   | Katar    | Portugal    | USA-Texas   | Spanien             | Frankreich             | Katalonien             | Italien                | Niederlande            | Deutschland        | Vereinigtes Konigreich | Osterreich         | Aragonien              | San Marino | Emilia-Romagna | Indonesien     | Japan          | Australien | Thailand       | Malaysia   | \|\|     |          |          |
| 2024   | 45       | 162         | DNF2        | 26                  | 2                      | 32                     | 42                     | 10                     | 26                 | 4                      | 4                  | 1                      | 15         | 34             | DNF3           | 3              | 12         | 114            | 122        | 27       |          |          |
| 2025   | Thailand | Argentinien | USA-Texas   | Katar               | Spanien                | Frankreich             | Vereinigtes Konigreich | Aragonien              | Italien            | Niederlande            | Deutschland        | Tschechien             | Osterreich | Ungarn         | Katalonien     | San Marino     | Japan      | Indonesien     | Australien | Malaysia | Portugal | Valencia |
| 2025   | 1        | 1           | DNF1        | 1                   | 121                    | 21                     | 32                     | 1                      | 1                  | 1                      | 1                  | 1                      | 1          |                |                |                |            |                |            |          |          |          |

| Legende  | Legende            | Legende                                                          |
| Farbe    | Abkürzung          | Bedeutung                                                        |
| -------- | ------------------ | ---------------------------------------------------------------- |
| Gold     | –                  | Sieg                                                             |
| Silber   | –                  | 2. Platz                                                         |
| Bronze   | –                  | 3. Platz                                                         |
| Grün     | –                  | Platzierung in den Punkten                                       |
| Blau     | –                  | Klassifiziert außerhalb der Punkteränge                          |
| Violett  | DNF                | Rennen nicht beendet (did not finish)                            |
| Violett  | NC                 | nicht klassifiziert (not classified)                             |
| Rot      | DNQ                | nicht qualifiziert (did not qualify)                             |
| Rot      | DNPQ               | in Vorqualifikation gescheitert (did not pre-qualify)            |
| Schwarz  | DSQ                | disqualifiziert (disqualified)                                   |
| Weiß     | DNS                | nicht am Start (did not start)                                   |
| Weiß     | WD                 | zurückgezogen (withdrawn)                                        |
| Hellblau | PO                 | nur am Training teilgenommen (practiced only)                    |
| Hellblau | TD                 | Freitags-Testfahrer (test driver)                                |
| ohne     | DNP                | nicht am Training teilgenommen (did not practice)                |
| ohne     | INJ                | verletzt oder krank (injured)                                    |
| ohne     | EX                 | ausgeschlossen (excluded)                                        |
| ohne     | DNA                | nicht erschienen (did not arrive)                                |
| ohne     | C                  | Rennen abgesagt (cancelled)                                      |
| ohne     | keine WM-Teilnahme |                                                                  |
| sonstige | P/fett             | Pole-Position                                                    |
| sonstige | 1/2/3/4/5/6/7/8    | Punktplatzierung im Sprint-/Qualifikationsrennen                 |
| sonstige | SR/kursiv          | Schnellste Rennrunde                                             |
| sonstige | *                  | nicht im Ziel, aufgrund der zurückgelegten Distanz aber gewertet |
| sonstige | ()                 | Streichresultate                                                 |
| sonstige | unterstrichen      | Führender in der Gesamtwertung                                   |

Anmerkungen
1. 1 2 3  Kein Rennen in der 125-cm³-Klasse
2. 1 2  Kein Rennen in der Moto2-Klasse

Rekorde in der Motorrad-Weltmeisterschaft
- Klassenübergreifend
  - jüngster dreifacher Weltmeister mit 20 Jahren und 266 Tagen
  - jüngster vierfacher Weltmeister mit 21 Jahren und 237 Tagen
  - jüngster fünffacher Weltmeister mit 23 Jahren 242 Tagen
  - jüngster sechsfacher Weltmeister mit 24 Jahren 268 Tagen
  - jüngster siebenfacher Weltmeister mit 25 Jahren 246 Tagen
  - jüngster achtfacher Weltmeister mit 26 Jahren und 231 Tagen
  - jüngster Fahrer mit 10 Grand-Prix-Siegen mit 17 Jahren und 265 Tagen
  - jüngster Fahrer mit 20 Grand-Prix-Siegen mit 19 Jahren und 134 Tagen
  - jüngster Fahrer mit 30 Grand-Prix-Siegen mit 20 Jahren und 182 Tagen
  - jüngster Fahrer mit 40 Grand-Prix-Siegen mit 21 Jahren und 132 Tagen
  - jüngster Fahrer mit 50 Grand-Prix-Siegen mit 22 Jahren und 243 Tagen
  - jüngster Fahrer mit 60 Grand-Prix-Siegen mit 24 Jahren und 219 Tagen
  - jüngster Fahrer mit 70 Grand-Prix-Siegen mit 25 Jahren und 259 Tagen
  - jüngster Fahrer mit 80 Grand-Prix-Siegen mit 26 Jahren und 245 Tagen
  - meiste Siege in Folge auf demselben Kurs: 11 (Sachsenring, 2010–2021)
  - meiste Siege auf demselben Kurs (absolut): 12 (Sachsenring, 2010–2021, 2025)
  - erster Fahrer mit Moto2- und MotoGP-Gesamtsiegen hintereinander (2012 + 2013)
  - meiste Siege als Teenager: 26
  - meiste Pole-Positions: 101
  - jüngster Fahrer mit 100 Podestplätzen mit 24 Jahren und 240 Tagen

- MotoGP-Klasse
  - höchste Sieg-Quote: 33,68 %
  - meiste Poles: 70
  - höchste Pole-Quote: 36,27 %
  - jüngster Grand-Prix-Sieger mit 20 Jahren und 63 Tagen
  - jüngster Fahrer mit der schnellsten Rennrunde mit 20 Jahren und 49 Tagen
  - jüngster Weltmeister mit 20 Jahren und 266 Tagen
  - jüngster zweifacher Weltmeister und Titelverteidiger mit 21 Jahren und 237 Tagen
  - jüngster dreifacher Weltmeister mit 23 Jahren 242 Tagen
  - jüngster vierfacher Weltmeister mit 24 Jahren 268 Tagen
  - jüngster fünffacher Weltmeister mit 25 Jahren 246 Tagen
  - jüngster sechsfacher Weltmeister mit 26 Jahren und 231 Tagen
  - meiste Weltmeistertitel in Folge: 4 (2016–2019) 1
  - meiste Siege in Folge: 10 (2014)
  - meiste Poles in einer Saison: 13 (2014)
  - meiste Siege in einer Saison: 13 (2014)
  - meiste Siege in Folge auf demselben Kurs: 8 (Sachsenring, 2013–2021)
  - meiste Siege auf demselben Kurs (absolut): 9 (Sachsenring, 2013–2021, 2025)
  - meiste Poles beim selben Grand Prix: 8 (GP Deutschland & GP USA)
  - meiste Poles beim selben Grand Prix in Folge: 7 (GP USA & GP Deutschland 2013–2019)
  - meiste schnellste Rennrunden in einer Saison: 12 (2014 und 2019) 2
  - meiste Podien in einer Saison: 18 (2019)
  - meiste Sprint-Siege in Folge: 6 (2025)
  - meiste Sprint-Siege in einer Saison: 10 (2025)
  - höchste Quote an Schnellsten Rennrunden: 34,72 %
  - größter Punktevorsprung auf den WM-Zweiten: 151 (2019)

- Moto2-Klasse
  - meiste Siege: 16
  - meiste Siege in einer Saison: 9 (2012)
  - höchste Sieg-Quote: 50 %
  - höchste Pole-Quote: 43,8 %
  - meiste Podestplätze in einer Saison: 14 (2012) 3
  - meiste Podestplätze in Folge: 12 4

- 125 cm³-Klasse
  - meiste Pole-Positions in einer Saison: 12 (2010)

Anmerkungen: